# Abbey Lee
Abbey Lee, född 12 juni 1987 i Melbourne, är en australisk skådespelare.
Lee har bland annat medverkat i TV-serierna Waco: The Aftermath och The Florida Man från 2023. Hon har även bland annat medverkat i filmerna Mad Max: Fury Road från 2015 och The Dark Tower från 2017.

## Filmografi (i urval)
- 2015 – Mad Max: Fury Road
- 2017 – The Dark Tower
- 2023 – Waco: The Aftermath (TV-serie)
- 2023 – The Florida Man (TV-serie)
- 2024 – Horizon: An American Saga
- 2025 – Black Rabbit (TV-serie)